# Lee Altus

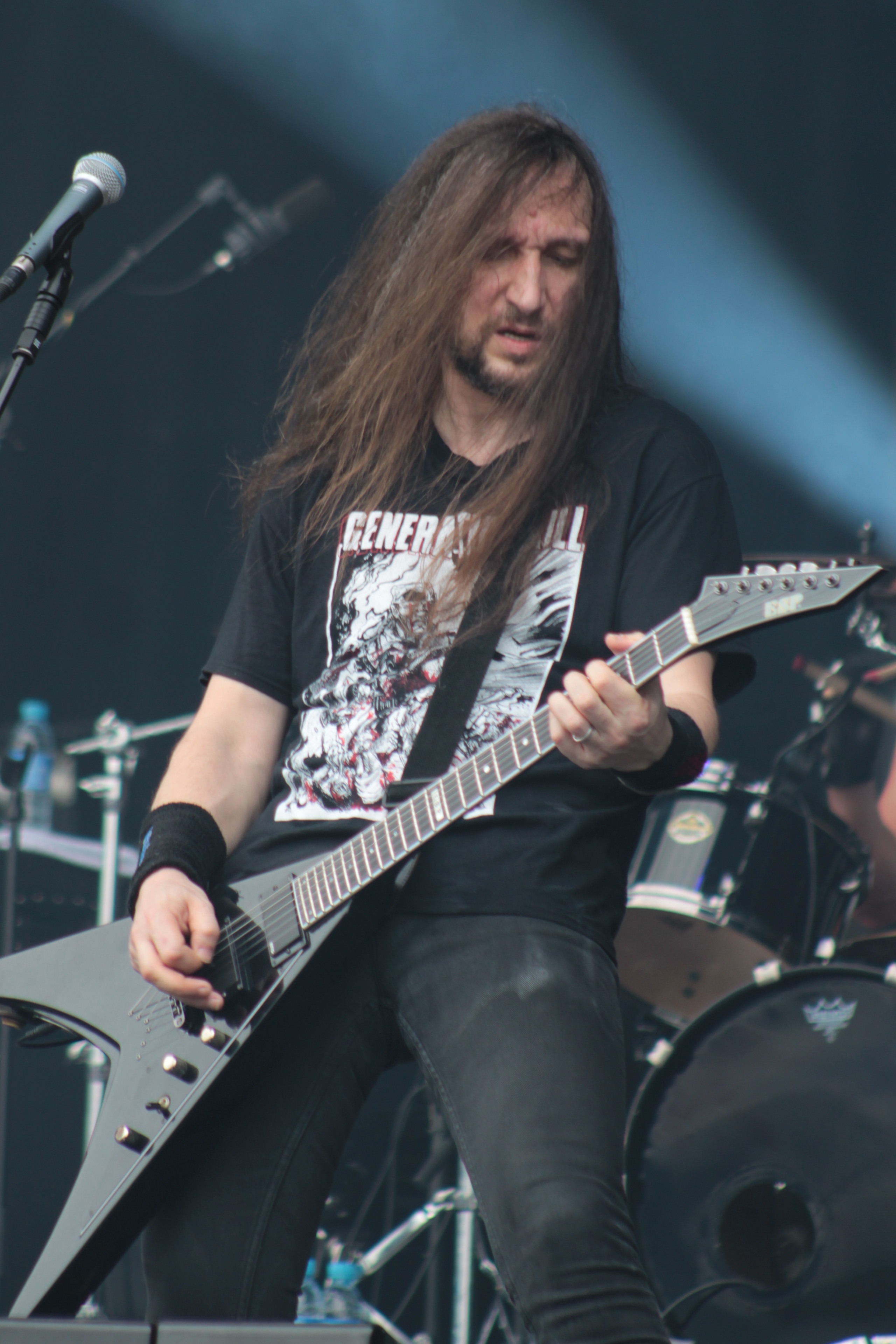
Altus mit Heathen beim Hellfest 2013

Lee Altus (* 13. Mai 1966 in Odessa) ist ein US-amerikanischer Gitarrist ukrainischer Abstammung. Er spielt für die Bands Heathen und Exodus. Mitte der 1990er Jahre war er für die deutsche Band Die Krupps aktiv.

## Werdegang
Altus wuchs in der Sowjetunion als Sohn eines Dirigenten und einer Opernsängerin auf und wollte in seiner Jugend professioneller Eishockeyspieler werden. Als er im Alter von 16 Jahren mit seiner Familie nach Kalifornien übersiedelte bekam er von seinen Eltern eine Gitarre geschenkt, auf der er täglich bis zu 15 Stunden übte. Zumeist spielte er seine Lieblingsalben nach. Altus legte seinen Fokus zwar auf Rock und Metal, versuchte aber auch Elemente der klassischen Musik einzubinden. Seine Vorbilder waren Ritchie Blackmore, Uli Jon Roth, Michael Schenker, Gary Moore und John Sykes.

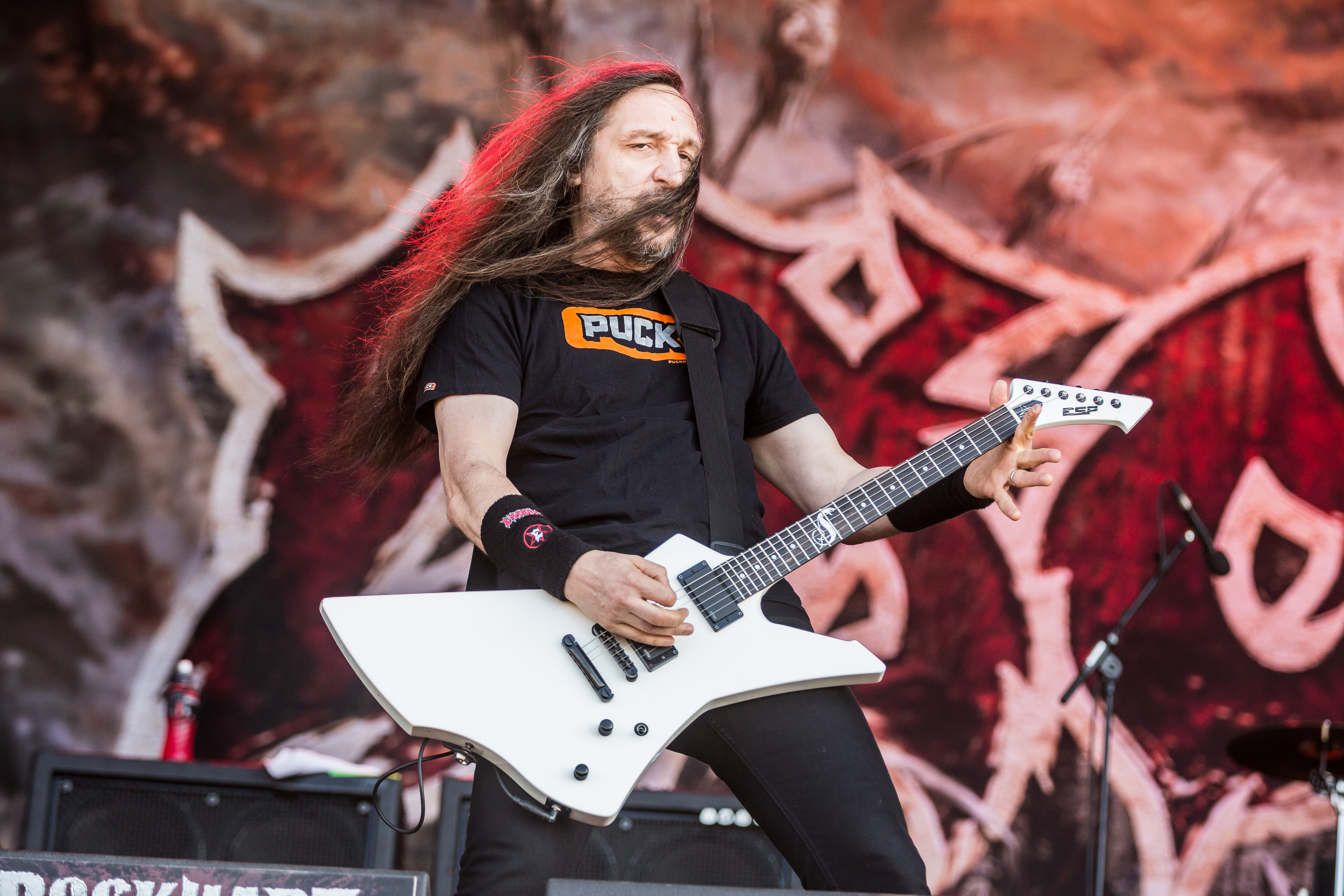
Altus mit Exodus beim Rockharz Open Air 2018

Im April 1985 gehörte er zu den Gründungsmitgliedern der Band Heathen, für die er den Großteil der Musik schrieb. Altus spielte mit Heathen die beiden Alben Breaking the Silence und Victims of Deception ein. Zwischenzeitlich war Altus bei der Band Megadeth als Ersatz für den ausgestiegenen Jeff Young im Gespräch. Er lehnte das Angebot jedoch ab, nachdem er bei Bandproben erlebte, wie Megadeth-Sänger Dave Mustaine seine Mitmusiker ständig beschimpfte und teilweise anspuckte. 1993 wechselte Altus zusammen mit Schlagzeuger Darren Minter zur deutschen Band Die Krupps. Mit dieser Band spielte er die Alben II – The Final Option, III – Odyssey of the Mind und Paradise Now ein. Ende 1997 verließ Altus aufgrund von Meinungsverschiedenheiten mit Sänger Jürgen Engler die Krupps und kehrte in die USA zurück.
Anlässlich des „Thrash-of-the-Titans“-Festival für den an Krebs erkrankten Testament-Sänger Chuck Billy kam es zu einer Wiedervereinigung von Heathen. Nach mehreren Konzerten spielte die Band 2005 ein Demo ein. Da Heathen mit diesem Demo keinen Plattenvertrag erhielten, schloss sich Altus der Band Exodus an. Altus ist auf den Exodus-Alben Shovel Headed Kill Machine, The Atrocity Exhibition – Exhibit A, Let There Be Blood, Exhibit B - The human condition sowie Blood In, Blood Out zu hören. 2010 veröffentlichte er mit Heathen das neue Album The Evolution of Chaos.

## Diskographie
| - 1993: II – The Final Option - 1995: III – Odyssey of the Mind - 1997: Paradise Now | - 2005: Shovel Headed Kill Machine - 2007: The Atrocity Exhibition – Exhibit A - 2008: Let There Be Blood - 2010: Exhibit B: The Human Condition - 2014: Blood In, Blood Out - 2021: Persona Non Grata |